# OpenMAX
OpenMAX è un set di interfacce di programmazione in linguaggio C multipiattaforma libero da royalty che fornisce astrazioni per funzioni, in particolare usate per l'audio, il video e le immagini.
È pensato per dispositivi che processano una grande quantità di dati multimediali.
OpenMax fornisce 3 livelli di interfacce: il livello applicativo (Application Layer), il livello di integrazione (Integration Layer) e il livello di sviluppo (Development Layer).
OpenMax è gestito dal Khronos Group, un consorzio tecnologico no profit.